# Атвотер (Калифорнија)
Атвотер (енгл. Atwater) град је у америчкој савезној држави Калифорнија. По попису становништва из 2010. у њему је живело 28.168 становника.

## Демографија
Према попису становништва из 2010. у граду је живело 28.168 становника, што је 5.055 (21,9%) становника више него 2000. године.
| Група             | 2000.          | 2010.          |
| Белци             | 10.245 (44,3%) | 10.085 (35,8%) |
| Афроамериканци    | 1.153 (5,0%)   | 1.225 (4,3%)   |
| Азијати           | 1.254 (5,4%)   | 1.416 (5,0%)   |
| Хиспаноамериканци | 9.594 (41,5%)  | 14.808 (52,6%) |
| Укупно            | 23.113         | 28.168         |